# Triplexpendeln
Triplexpendeln är en svensk belysningsarmatur konstruerad av Johan Petter Johansson år 1917. Försäljningsagent för Triplexpendeln var Aseas avdelning för installationsmateriel (IM) som senare bildade Asea belysning.

## Produkten
JP Johanssons ursprungliga rullpendel med namnet Triplex var en uppfinning som gjorde den elektriska ljuskällan vridbar och samtidigt förskjutningsbar genom leden. Detta medförde att armaturens ljuskälla kunde förflyttas till valfri position och kvarhållas i sitt läge inom området för mekanismens räckvidd och verksamhet.
Triplexpendeln utvecklades till ett koncept med fem huvudtyper. Dessa benämndes rullpendeln, motviktspendeln, konsolpendeln, balanspendeln och hissen.
| Typ             | Beskrivning |
| --------------- | --- |
| Rullpendeln     | Den mest universella typen lämplig för alla slag av lokaler där utrymmet var begränsat och ett ”prydligt utseende” var ett krav. Dubbel takled, vridbar runt en vertikal och en horisontell axel, tre teleskoprör, lampställare med kulled, AX var normalt utförande för 2–4 m höjd, BX var normalt utförande för 4–5 m höjd, AXf var ett förenklat utförande för 2–4 m höjd. |
| Motviktspendeln | Den mest ursprungliga typen i förhållande till patentet år 1917. Lika effektiv som rullpendeln men enklare i konstruktionen och därför billigare. Passade framförallt i verkstäder och fabriker där det fanns plats för motvikten och den inte ansågs som ”missprydande”. |
| Konsolpendeln   | Utomordentligt stor räckvidd och ansågs därför speciellt lämplig för operationssalar och dylikt. |
| Balanspendeln   | Krävde fritt utrymme men var å andra sidan lättare att manövrera än någon annan typ. Passade därför framför allt i kök, bostadsrum och andra lokaler där användaren ofta växlar arbetsplats. |
| Hissen          | Avsedd för sådana platser och användningar där enbart ställbarhet i höjdled erfordades och inte i sidled. |

## Galleri

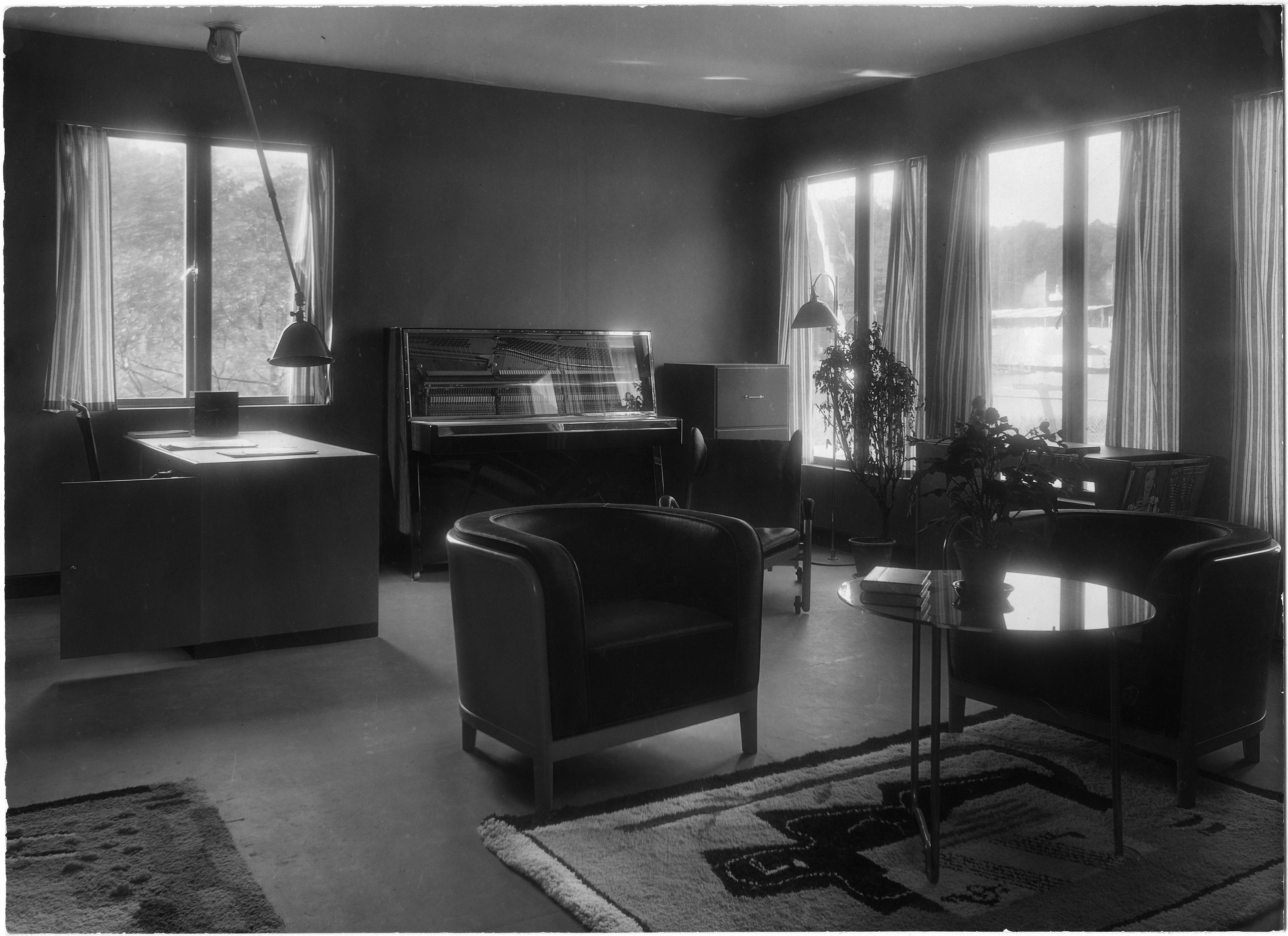
Triplexpendel i funktionalistisk heminredning, Sven Markelius, Stockholmsutställningen 1930.